# Moma pallidumbrata
Moma pallidumbrata är en fjärilsart som beskrevs av Barend J. Lempke 1964. Moma pallidumbrata ingår i släktet Moma och familjen Pantheidae. Inga underarter finns listade i Catalogue of Life.